# Ximena Órdenes
Ximena Loreto Órdenes Neira (Coyhaique, 9 de marzo de 1973) es una socióloga y política chilena. Desde marzo de 2018, se desempeña como senadora en representación de la Circunscripción n.º 14 (correspondiente a la Región de Aysén), por el periodo legislativo 2018-2026. Durante  el primer gobierno de la presidenta Michelle Bachelet se desempeñó como Seremi (secretaria regional ministerial) de Obras Públicas y gobernadora de la provincia de Aysén (2006-2008); y durante el segundo mandato de la misma, ejerció como intendenta de la Región de Aysén entre 2014 y 2015.

## Primeros años de vida
Nació en el seno de una familia con una marcada vida pública y política, es hija de Segismundo Órdenes González y de Danira Neira Vera. Su abuelo, Daniel Neira, fue fundador del Partido Socialista (PS) en Aysén y regidor. Su madre fue presidenta de la Agrupación de Derechos Humanos de Aysén. Sus padres, además, fueron fundadores  del Partido por la Democracia (PPD), en la región de Aysén.
Sus estudios básicos y medios los realizó en el Liceo San Felipe Benicio de Coyhaique, egresando en 1990. Posteriormente estudió sociología en la Universidad La República, Santiago. Realizó un diplomado en género y desarrollo en la Universidad de Chile y ha desarrollado docencia en la Universidad Andrés Bello.
Es madre de un hijo llamado Diego.[cita requerida]

## Carrera política
Su carrera formal en el servicio público se inició en el año 2003, al ser designada por el presidente Ricardo Lagos Escobar como directora regional del Servicio Nacional de la Mujer (Sernam), cargo que ejerció hasta el año 2006. En marzo de ese año fue designada gobernadora de la Provincia de Aysén por la presidenta Michelle Bachelet. En noviembre de 2008 asumió como secretaria regional ministerial de Obras Públicas en la Región de Aysén, cargo que desempeñó hasta marzo de 2010.
En 2013 fue elegida como consejera regional por Coyhaique obteniendo 1583 votos, equivalentes al 8,21 % de los sufragios. Nunca ocupó el cargo, debido a que la presidenta Michelle Bachelet la nombró intendenta regional de Aysén de su segundo gobierno, asumiendo el 11 de marzo de 2014. Durante su período en la intendencia, hasta julio de 2015, presidió la comisión para la instalación de la Universidad de Aysén y la implementación del Plan Especial de Zonas Extremas en la región. En noviembre de 2016 renunció a su militancia en el PPD, donde se desempeñaba como vicepresidenta nacional.
Tras desempeñarse como jefa de División de Coordinación Nacional de la Subsecretaría de Prevención del Delito, decidió presentar su candidatura a senadora por Aysén para las elecciones parlamentarias de 2017, como candidata independiente en el cupo del PPD. Fue elegida con 5405 votos, equivalentes al 15,16 % del total de sufragios. Para la segunda vuelta de la elección presidencial de ese año se sumó al comando del candidato independiente Alejandro Guillier.

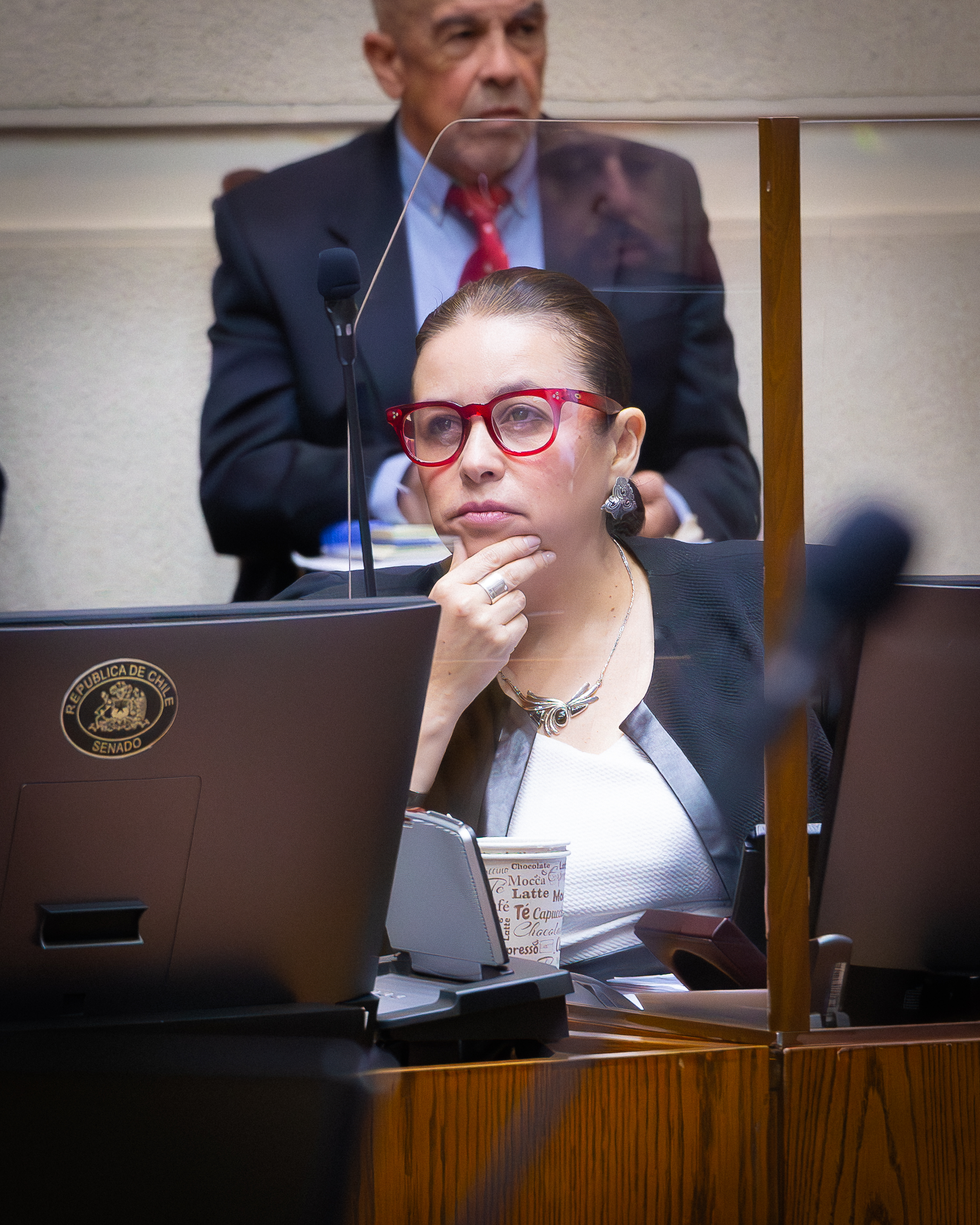
Senadora Órdenes integrando la cuarta subcomisión Mixta de Presupuestos

Asumió como senadora el 11 de marzo de 2018, transformándose en la primera mujer que ocupa el cargo representando a la región de Aysén. Es integrante, desde el 21 de marzo de 2018, de las comisiones permanentes de Medio Ambiente y Bienes Nacionales, siendo su presidenta desde el 16 de marzo de 2021 hasta el 10 de marzo de 2022. Asimismo, se desempeña, desde el 21 de marzo de 2018, en la comisión especial de Zonas Extremas y Territorios Especiales.
También trabajó, desde el 21 de marzo de 2018 y hasta el 30 de noviembre de 2020, en la Comisión Permanente de Obras Públicas. Presidió esta instancia entre marzo de 2019 y marzo de 2020,A partir de marzo de 2022 comenzó a trabajar en la comisión permanente de Desafíos del Futuro, Ciencia, Tecnología e Innovación así como en también en la Comisión de Transportes y Telecomunicaciones, instancia que preside desde el 2024. Además, desde el 22 de marzo de 2023 y hasta la fecha, la parlamentaria también integra la comisión permanente de Salud.
La representante aysenina además ha integrado la cuarta subcomisión de la Comisión Mixta de Presupuestos del Congreso Nacional desde el 19 de marzo del 2022, trabajando en la ley más importante de tramitación anual.

## Trabajo legislativo

### Comisión de Salud:

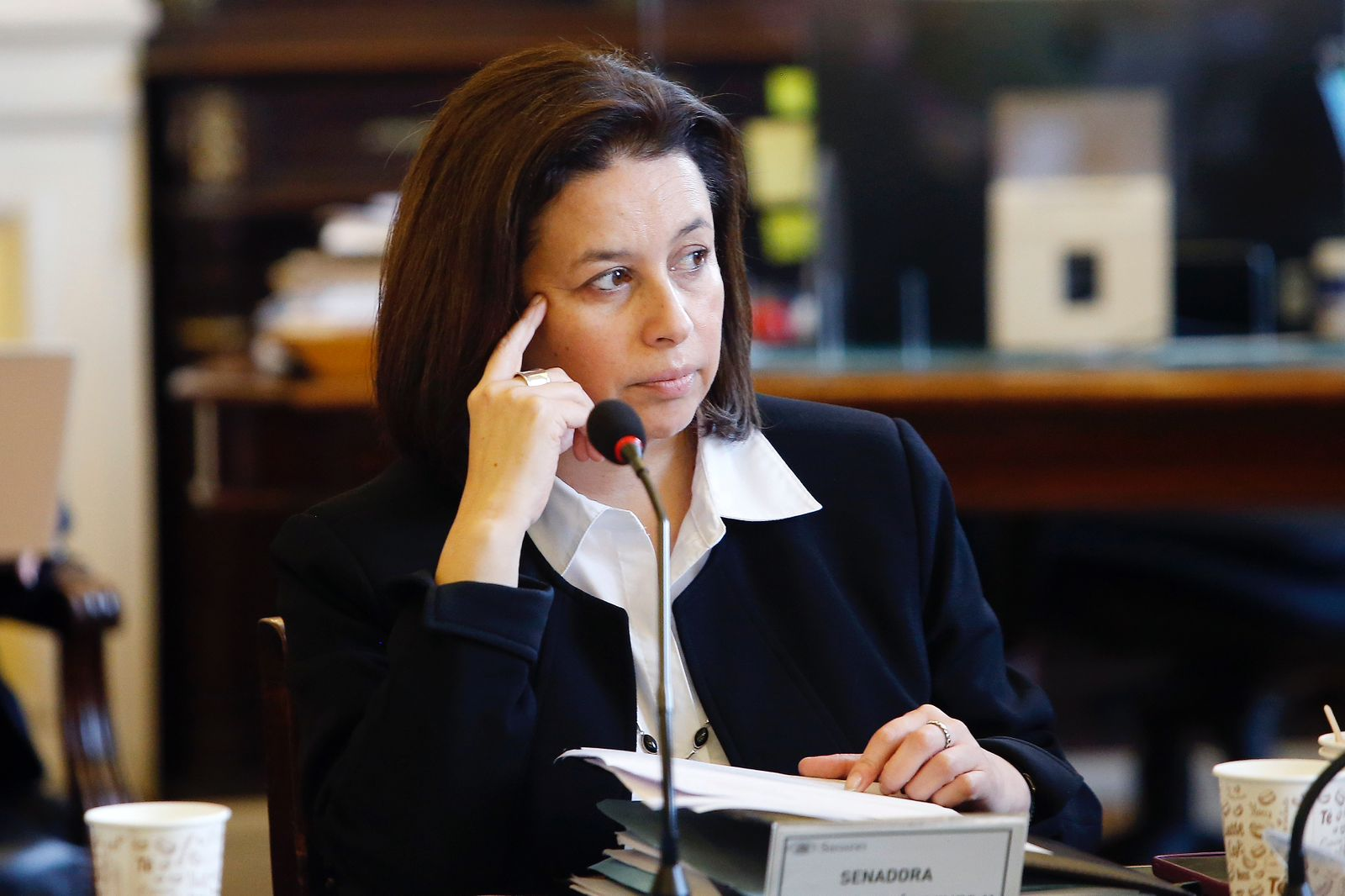
Senadora Órdenes integrando la comisión permanente de Salud.

#### Ley 21.531, sobre fibromialgia y el dolor crónico no oncológico.[7]Promulgada el 1 febrero 2023.(Autora)
Atención preferente y oportuna para cualquier prestador de salud. Tener un diagnóstico temprano y oportunos a través de una evolución médica precisa y accesible. Contar con los cuidados necesarios para favorecer el resguardo de su salud mental y física.

#### Ley 21.668, que establece la interoperabilidad de las Fichas Clínicas.[8]Promulgada el 23 mayo 2024.(Autora)
La ficha clínica integra la información necesaria en el proceso asistencial de cada persona y permite una atención continua, coordinada y centrada en las personas y sus necesidades clínicas. Garantiza la continuidad del cuidado del paciente con independencia de quien sea el prestador. 

#### Ley 21.656, que consagra el derecho al Olvido Oncológico.[9]Promulgada el 1 febrero 2024.(Autora)
Las personas que hayan padecido y sobrevivido al cáncer, cinco años tras la alta clínica,  no sufrirán discriminación financiera, ni laborales. Chile es el primer país latinoamericano en incorporar este avance jurídico.

#### Ley 21.541, que regula las consultas Telemedicina.[10]Promulgada el 3 marzo 2023.
Establece que los derechos y deberes que las personas tienen en al ámbito de su atención de la salud, independientemente de la forma en que se preste la atención. Incluye las consultas a distancia o por telemedicina apoyada en tecnologías de la información y las comunicaciones.

#### Ley 21.545 Promoción, inclusión, atención integral y protección de los derechos de las personas TEA.[11]Promulgada el 2 marzo 2023.
Asegura el derecho a la igualdad de oportunidades y resguarda la inclusión social de niños, niñas y adolescentes y adultos con TEA. Elimina cualquier forma de discriminación, promoviendo un abordaje integral de dichas personas en el ámbito social, de la salud y de la educación y concientizar a la sociedad.

### Comisión de Transportes y Telecomunicaciones:

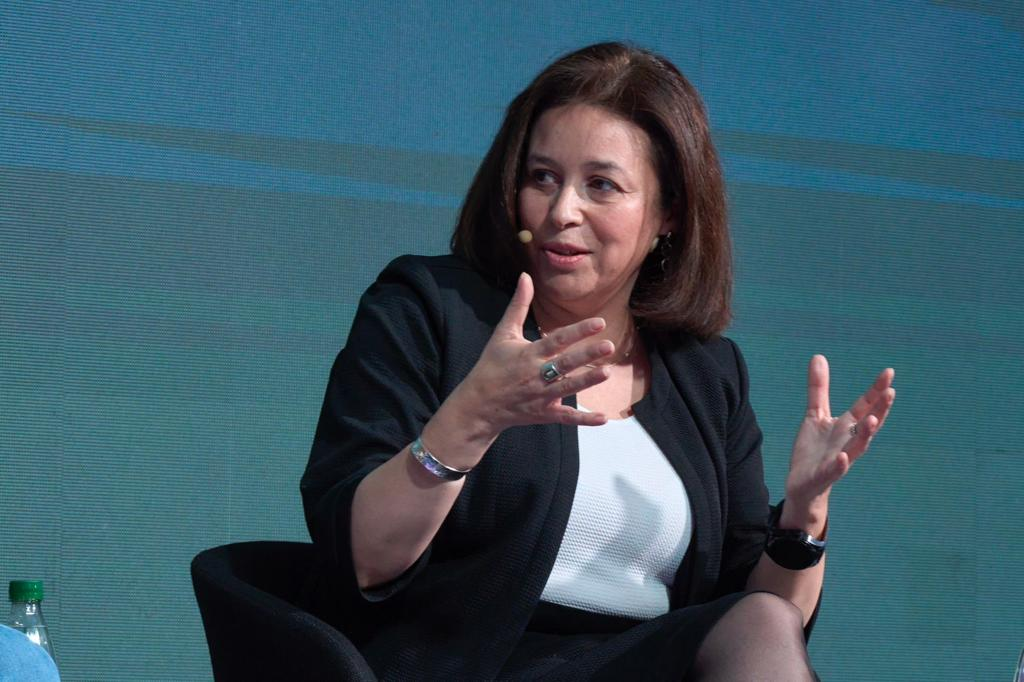
Senadora Órdenes expone en XI Summit 2023 Chile País Digital, 60 preguntas para el futuro.

#### Ley 21.392, de endoso de pasajes. Promulgada el 18 noviembre 2021.[15](Autora)
Regula la cesión del derecho a ser transportado en vuelo de cabotaje, regula la cesión del pasaje y el derecho a retracto en la compra. Establece que un pasajero podrá ceder su ticket hasta las 24 horas anteriores al horario del vuelo, de manera presencial o a través de la página web de la aerolínea.

#### Ley 21.377, NO Chat. Promulgada el 1 octubre 2021.[16](Autora)
Conducir un vehículo manipulando un dispositivo de telefonía móvil o cualquier otro artefacto electrónico o digital, que no venga incorporado de fábrica en él, excepto si la acción se realiza a través de un sistema de manos libres, conforme a las especificaciones que determine el reglamento. 

#### Ley 21.549, CATI.[18]Promulgada el 30 marzo 2023.
Se crea el Centro Automatizado de Tratamiento de Infracciones de Tránsito, con el objetivo de implementar una fiscalización automatizada sobre el exceso de velocidad a vehículos motorizados.

#### Ley 21.601, para prevenir venta de vehículos motorizados robados.[19]Promulgada el 1 septiembre 2023.(Autora)
Sanciona una serie de conductas como la conducción con placa patente oculta que se aumenta a falta gravísima y ordena diversas obligaciones para fabricantes y automotoras en materia de comercialización de los vehículos. 

#### Ley 21.637, que fija tarifa de concesionarias de telefonía fija.[20]Promulgada el 29 diciembre 2023.
Ley introduce un sistema más estructurado para fijar tarifas de telefonía fija, con un proceso más transparente y ajustado a las variaciones del mercado.

#### Ley 21.678, Internet como Servicio Público.[21]Promulgada el 18 junio 2024.(Autora)
Facilita el acceso a los servicios de telecomunicaciones a la ciudadanía, tanto a la oferta de los servicios de internet cmo de otros servicios, en todo el territorio nacional, establece una nueva generación de subsidios, facultando nuevos instrumentos a la demanda especialmente de los usuarios más vulnerables.

### Comisión de Medio Ambiente:

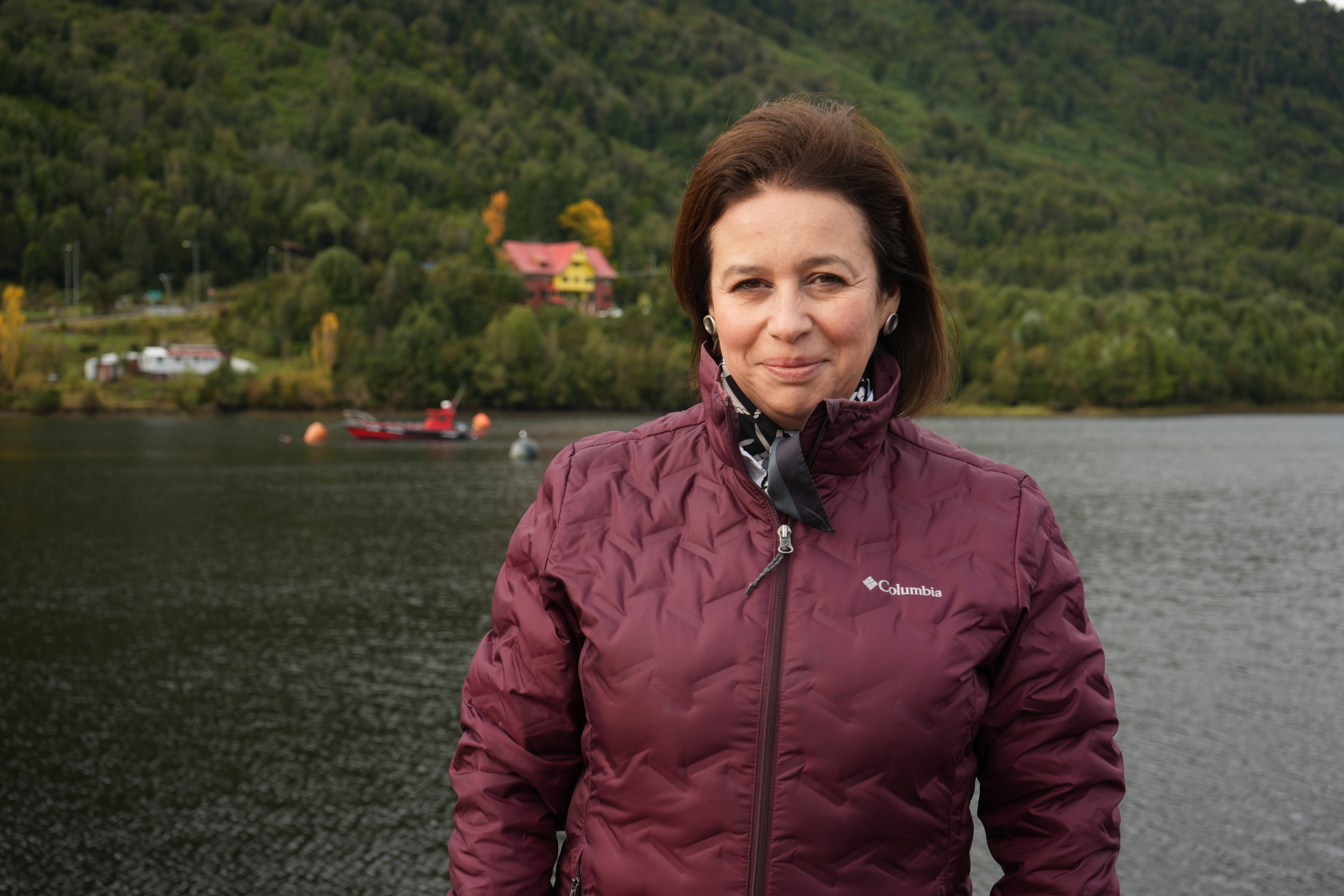
Senadora Órdenes en muelle de Puyuhuapi.

#### Ley 21.100, que prohíbe la entrega de bolsas plásticas.[22]Promulgada el 20 julio 2018(Autora)
La ley tiene por objetivo proteger el medio ambiente y disminuir la generación de residuos, al limitar la entrega de productos de un solo uso en establecimientos de expendio de alimentos. También fomenta la reutilización y certificación de los plásticos de un solo uso y la regulación de las botellas desechables.

#### Ley 21.368, que regula la entrega de plásticos de un solo uso y botellas de plástico.[23]Promulgada el 6 agosto 2021.(Autora)
La ley tiene por objetivo proteger el medio ambiente y disminuir la generación de residuos, al limitar la entrega de productos de un solo uso en establecimientos de expendio de alimentos. También fomenta la reutilización y certificación de los plásticos de un solo uso y la regulación de las botellas plásticas desechables.

#### Ley 21.489, de protección de polinizadores.[24]Promulgada el 4 octubre 2022.(Autora)
La presente ley tiene por objetivo la promoción, protección y fomento del desarrollo sustentable de la apicultura como actividad silvoagropecuaria, mediante la regulación de la producción y extracción de productos apícolas, la comercialización de material biológico apícola y los servicios de polinización provenientes de toda colmena de abejas en el territorio nacional.

#### Ley 21.435, de protección de Glaciares.[25]Promulgada el 25 marzo 2022.(Autora)
Dar especial atención a los servicios ambientales de los glaciares. Tomar en cuenta los cambios que se den en los glaciares por efectos del cambio climático. Proveer los recursos técnicos y financieros necesarios para apoyar el Programa Nacional de Conservación y Protección de los Glaciares.

#### Ley 21.455, Marco de Cambio Climático.[26]Promulgada el 30 mayo 2022.(Autora)
Hace frente a os desafíos que presenta el cambio climático, transitar hacia un desarrollo bajo en emisiones de gases de efecto invernadero al año 2050. Adaptarse al Cambio Climático, reduciendo la vulnerabilidad y aumentado la resiliencia a los efectos adversos del cambio climático y dar cumplimiento a los compromisos internacionales.

#### Ley 21.660, sobre protección de turberas.[27]Promulgada el 26 marzo 2024. (Autora)
La ley se aprobó para proteger las turberas, con el fin de preservarlas y conservarlas como reservas estratégicas de agua y materia orgánica, así como por la retención de carbono que es fundamental para disminuir el cambio climático. También busca la protección de estos humedales para el equilibrio y regulación hídrica (agua para los humanos y la naturaleza); la conservación de la biodiversidad; y de los múltiples servicios ecosistémicos que proveen (beneficios que aportan a la población humana).

#### Ley 21.600, que crea el Servicio de Biodiversidad y Áreas Protegidas. Promulgada el 21 de agosto de 2023.
La ley crea un único sistema nacional de áreas protegidas, tiene por objetivo la conservación de la diversidad biológica y la protección del patrimonio natural del país, a través de la preservación, restauración y uso sustentable de genes, especies y ecosistemas.

#### Proyecto de Ley de Eco etiquetado y greenwashing.(Autora)
Establece un marco normativo para la implementación de una política nacional de etiquetado de productos que informe respecto de sus impactos y externalidades medioambientales.
Otorga información fidedigna, certificada y de fácil entendimiento a los consumidores, que sirva como factor al momento de la decisión de consumo, generando los suficientes incentivos para que los productores adopten procesos amigables con el medio ambiente.

### Otras

#### Ley 21.369, que regula el Acoso Sexual en el ámbito académico.[29]Promulgado el 30 agosto 2021. (Autora)
Las relaciones laborales deberán siempre fundarse en un trato libre de violencia, compatible con l dignidad de la persona y con perspectiva de género. Esto implica la adopción de medidas tendientes a promover la igualdad y a erradicar la discriminación basada en el género de las personas.

## Historial electoral

### Elecciones parlamentarias de 2017
- Elecciones parlamentarias de 2017, candidata a senadora por la Circunscripción 14 (Región de Aysén)[30]

| Candidato                         | Pacto                    | Partido  | Votos | %    | Resultados |
| --------------------------------- | ------------------------ | -------- | ----- | ---- | ---------- |
| David Sandoval Plaza              | Chile Vamos              | UDI      | 7320  | 20.5 | Senador    |
| Paz Foitzich Sandoval             | Convergencia Democrática | DC       | 5743  | 16.1 |            |
| Ximena Órdenes Neira              | La Fuerza de la Mayoría  | IND-PPD  | 5405  | 15.1 | Senadora   |
| Eduardo Cruces Burgos             | Convergencia Democrática | DC       | 4939  | 13.8 |            |
| Pilar Cuevas Mardones             | Chile Vamos              | RN       | 4180  | 11.7 |            |
| Luperciano Segundo Muñoz González | La Fuerza de la Mayoría  | IND-PRSD | 3673  | 10.3 |            |
| Camilo Escalona Medina            | La Fuerza de la Mayoría  | PS       | 2178  | 6.1  |            |